# Tour Down Under 2015
El Tour Down Under 2015 va ser la dissetena edició del Tour Down Under. La cursa es disputà entre el 20 i el 25 de gener de 2015, amb un recorregut de 812,3 km dividits en sis etapes. Aquesta va ser la prova inaugural de l'UCI World Tour 2015.
El vencedor final va ser l'australià Rohan Dennis (BMC Racing Team), que es va fer amb el liderat a la fi de la tercera etapa, després que en les dues primeres el líder hagués estat el també australià Jack Bobridge (UniSA-Australia), i ja no el va deixar fins a la fi de la cursa. Richie Porte (Team Sky) acabà finalment en segona posició, a tan sols dos segons de Dennis. Cadel Evans (BMC Racing Team) completà el podi, vint segons rere Dennis.
Dennis també guanyà la classificació dels jove, mentre Jack Bobridge (UniSA-Australia) guanyà la classificació de la muntanya i Daryl Impey (Orica-GreenEDGE) la dels punts. La classificació per equips fou pel Movistar Team.

## Equips participants
En tant que el Tour Down Under és una cursa UCI World Tour, els 17 equips UCI ProTeams són automàticament convidats i obligats a prendre-hi part. A banda, són convidats l'equip professional continental australià Drapac Cycling i un combinat de ciclistes australians sota el nom d'UniSA-Australia, per formar un gran grup de 19 equips. Set són els ciclistes que corren en cada equip, per un total de 133 corredors.
| Núm.  | Codi | Equip                 |
| ----- | ---- | --------------------- |
| 1-7   | BMC  | BMC Racing Team       |
| 11-17 | OGE  | Orica-GreenEDGE       |
| 21-27 | GIA  | Team Giant-Alpecin    |
| 31-37 | SKY  | Team Sky              |
| 41-47 | LTS  | Lotto Soudal          |
| 51-57 | TCG  | Cannondale-Garmin     |
| 61-67 | TFR  | Trek Factory Racing   |
| 71-77 | TCS  | Team Tinkoff-Saxo     |
| 81-87 | ALM  | AG2R La Mondiale      |
| 91-97 | AST  | Astana Qazaqstan Team |

| Núm.    | Codi | Equip                       |
| ------- | ---- | --------------------------- |
| 101-107 | KAT  | Team Katusha                |
| 111-117 | FDJ  | FDJ                         |
| 121-127 | MOV  | Movistar Team               |
| 131-137 | IAM  | IAM Cycling                 |
| 141-147 | EQS  | Etixx-Quick Step            |
| 151-157 | TLJ  | Team LottoNL-Jumbo          |
| 161-167 | LAM  | Lampre-Merida               |
| 171-177 | DPC  | Drapac Professional Cycling |
| 181-187 | UNI  | Team UniSA-Australia        |

## Etapes
| Etapa    | Data        | Ciutats d'etapa              |                         | km    | Vencedor de l'etapa    | Líder de la general |
| -------- | ----------- | ---------------------------- | ----------------------- | ----- | ---------------------- | ------------------- |
| 1a etapa | 20 de gener | Tanunda - Campbelltown       | Etapa plana             | 132,6 | Jack Bobridge (AUS)    | Jack Bobridge (AUS) |
| 2a etapa | 21 de gener | Unley - Stirling             | Etapa plana             | 150,5 | Juan José Lobato (ESP) | Jack Bobridge (AUS) |
| 3a etapa | 22 de gener | Norwood - Paracombe          | Etapa de mitja muntanya | 143,2 | Rohan Dennis (AUS)     | Rohan Dennis (AUS)  |
| 4a etapa | 23 de gener | Glenelg - Mt Barker          | Etapa plana             | 144,5 | Steele von Hoff (AUS)  | Rohan Dennis (AUS)  |
| 5a etapa | 24 de gener | McLaren Vale - Willunga Hill | Etapa de mitja muntanya | 151,5 | Richie Porte (AUS)     | Rohan Dennis (AUS)  |
| 6a etapa | 25 de gener | Adelaida - Adelaida          | Etapa plana             | 90,0  | Wouter Wippert (NED)   | Rohan Dennis (AUS)  |

### 1a etapa

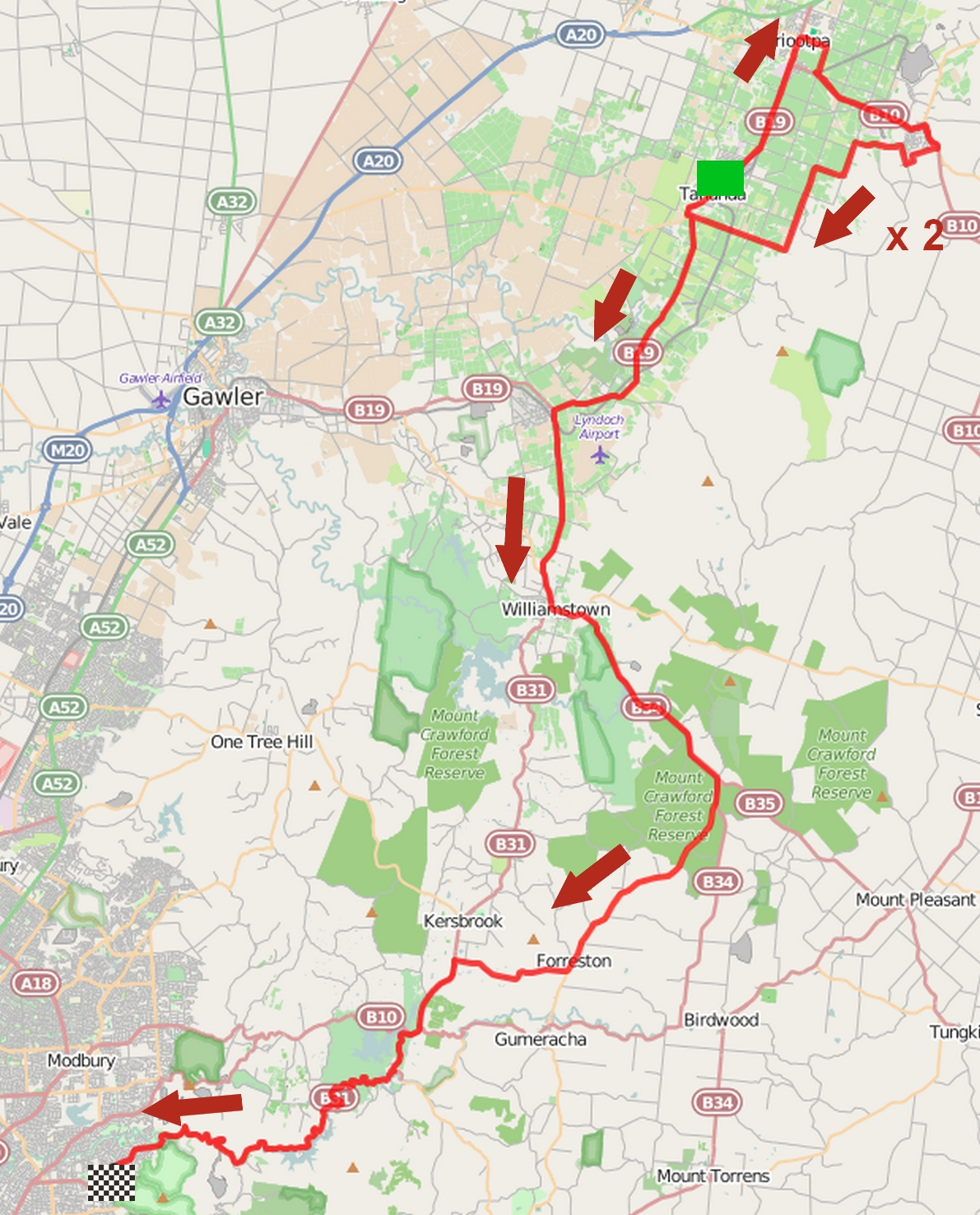
Recorregut de la 1a etapa

20 de gener. Tanunda - Campbelltown, 132,6 km
|    | Ciclista                | Equip                 | Temps      |
| -- | ----------------------- | --------------------- | ---------- |
| 1  | Jack Bobridge (AUS)     | UniSA-Australia       | 2h 59' 44" |
| 2  | Lieuwe Westra (NED)     | Astana Qazaqstan Team | m. t.      |
| 3  | Luke Durbridge (AUS)    | Orica-GreenEDGE       | m. t.      |
| 4  | Maksim Belkov (RUS)     | Team Katusha          | m. t.      |
| 5  | Niccolò Bonifazio (ITA) | Lampre-Merida         | m. t.      |
| 6  | Gianni Meersman (BEL)   | Etixx-Quick Step      | m. t.      |
| 7  | Juan José Lobato (ESP)  | Movistar Team         | m. t.      |
| 8  | Heinrich Haussler (AUS) | IAM Cycling           | m. t.      |
| 9  | Steele von Hoff (AUS)   | UniSA-Australia       | m. t.      |
| 10 | Daryl Impey (NED)       | Orica-GreenEDGE       | m. t.      |

|    | Ciclista                | Equip                 | Temps      |
| -- | ----------------------- | --------------------- | ---------- |
| 1  | Jack Bobridge (AUS)     | UniSA-Australia       | 2h 59' 44" |
| 2  | Lieuwe Westra (NED)     | Astana Qazaqstan Team | 4"         |
| 3  | Luke Durbridge (AUS)    | Orica-GreenEDGE       | 6"         |
| 4  | Maksim Belkov (RUS)     | Team Katusha          | 10"        |
| 5  | Niccolò Bonifazio (ITA) | Lampre-Merida         | 13"        |
| 6  | Gianni Meersman (BEL)   | Etixx-Quick Step      | m. t.      |
| 7  | Juan José Lobato (ESP)  | Movistar Team         | m. t.      |
| 8  | Heinrich Haussler (AUS) | IAM Cycling           | m. t.      |
| 9  | Steele von Hoff (AUS)   | UniSA-Australia       | m. t.      |
| 10 | Daryl Impey (NED)       | Orica-GreenEDGE       | m. t.      |

### 2a etapa

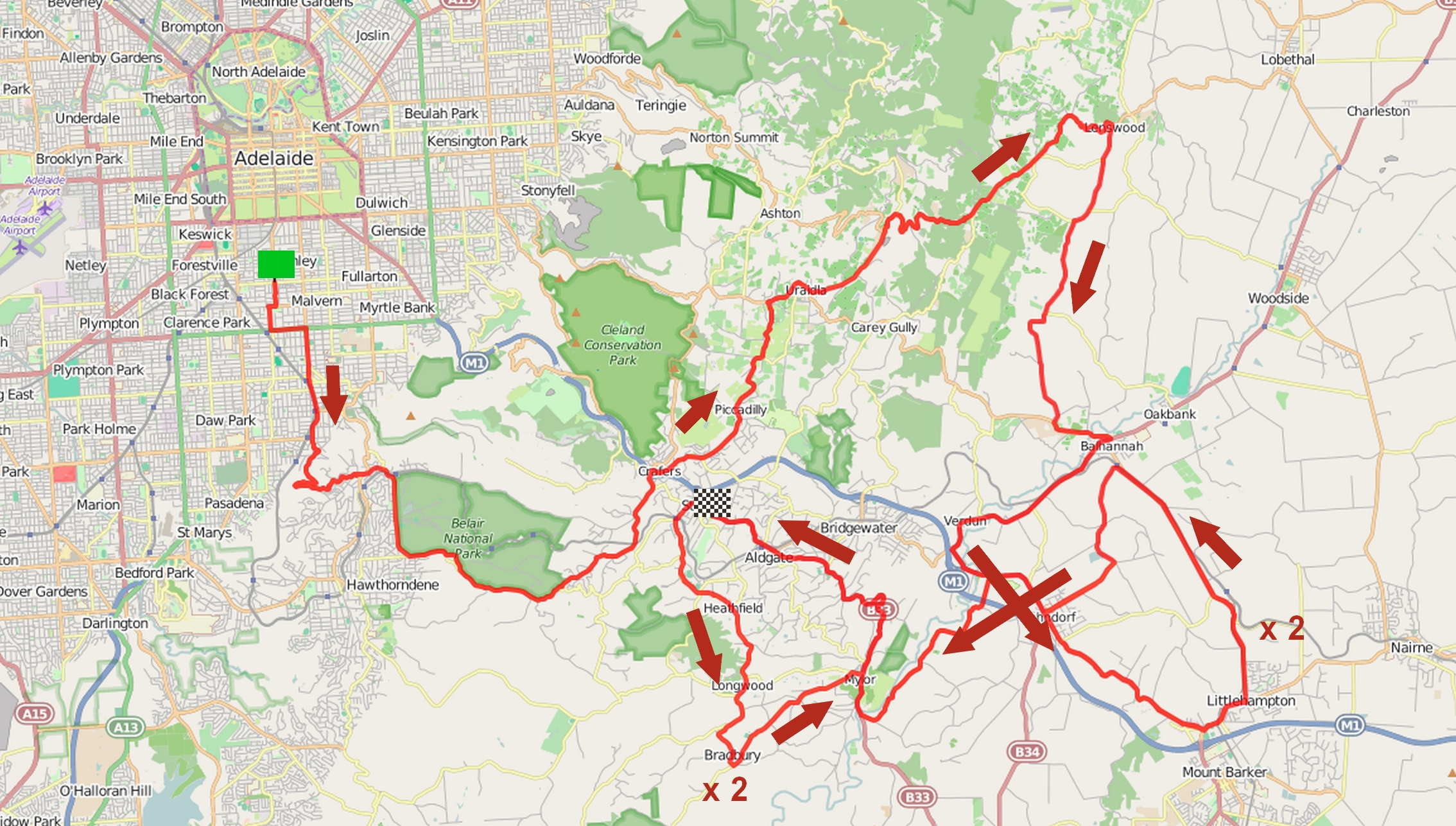
Recorregut de la 2a etapa

21 de gener. Unley - Stirling, 150,5 km
|    | Ciclista                | Equip                 | Temps      |
| -- | ----------------------- | --------------------- | ---------- |
| 1  | Juan José Lobato (ESP)  | Movistar Team         | 3h 42' 24" |
| 2  | Daryl Impey (RSA)       | Orica-GreenEDGE       | m. t.      |
| 3  | Gorka Izagirre (ESP)    | Movistar Team         | m. t.      |
| 4  | Tom Dumoulin (NED)      | Team Giant-Alpecin    | m. t.      |
| 5  | Cadel Evans (AUS)       | BMC Racing Team       | m. t.      |
| 6  | Luis León Sánchez (ESP) | Astana Qazaqstan Team | m. t.      |
| 7  | Richie Porte (AUS)      | Team Sky              | m. t.      |
| 8  | Niccolò Bonifazio (ITA) | Lampre-Merida         | m. t.      |
| 9  | Nathan Haas (AUS)       | Cannondale-Garmin     | m. t.      |
| 10 | Samuel Dumoulin (FRA)   | AG2R La Mondiale      | m. t.      |

|    | Ciclista                | Equip                 | Temps      |
| -- | ----------------------- | --------------------- | ---------- |
| 1  | Jack Bobridge (AUS)     | UniSA-Australia       | 6h 41' 55" |
| 2  | Juan José Lobato (ESP)  | Movistar Team         | + 3"       |
| 3  | Lieuwe Westra (NED)     | Astana Qazaqstan Team | + 4"       |
| 4  | Daryl Impey (RSA)       | Orica-GreenEDGE       | + 7"       |
| 5  | Gorka Izagirre (ESP)    | Movistar Team         | + 9"       |
| 6  | Niccolò Bonifazio (ITA) | Lampre-Merida         | + 13"      |
| 7  | Gianni Meersman (BEL)   | Etixx-Quick Step      | + 13"      |
| 8  | Samuel Dumoulin (FRA)   | AG2R La Mondiale      | + 13"      |
| 9  | Nathan Haas (AUS)       | Cannondale-Garmin     | + 13"      |
| 10 | Cadel Evans (AUS)       | BMC Racing Team       | + 13"      |

### 3a etapa

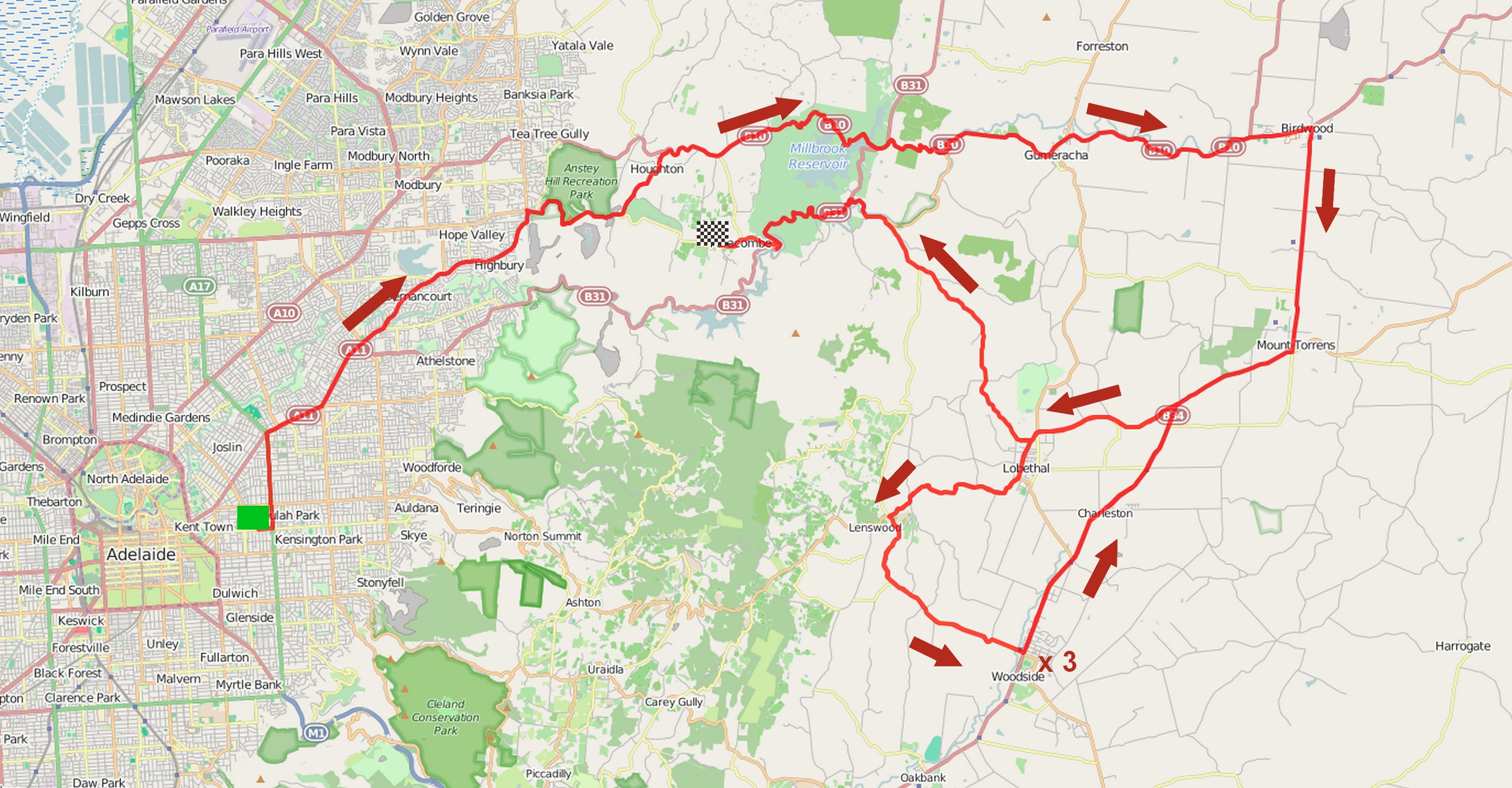
Recorregut de la 3a etapa

22 de gener. Norwood - Paracombe, 143,2 km
|    | Ciclista                 | Equip              | Temps      |
| -- | ------------------------ | ------------------ | ---------- |
| 1  | Rohan Dennis (AUS)       | BMC Racing Team    | 3h 35' 08" |
| 2  | Cadel Evans (AUS)        | BMC Racing Team    | + 3"       |
| 3  | Tom Dumoulin (NED)       | Team Giant-Alpecin | + 3"       |
| 4  | Maxime Bouet (FRA)       | Etixx-Quick Step   | + 5"       |
| 5  | Michael Rogers (AUS)     | Team Tinkoff-Saxo  | + 5"       |
| 6  | Richie Porte (AUS)       | Team Sky           | + 5"       |
| 7  | Jack Haig (AUS)          | UniSA-Australia    | + 5"       |
| 8  | Rubén Fernández (ESP)    | Movistar Team      | + 5"       |
| 9  | Domenico Pozzovivo (ITA) | AG2R La Mondiale   | + 5"       |
| 10 | Simon Geschke (GER)      | Team Giant-Alpecin | + 13"      |

|    | Ciclista                 | Equip              | Temps       |
| -- | ------------------------ | ------------------ | ----------- |
| 1  | Rohan Dennis (AUS)       | BMC Racing Team    | 10h 17' 06" |
| 2  | Cadel Evans (AUS)        | BMC Racing Team    | + 7"        |
| 3  | Tom Dumoulin (NED)       | Team Giant-Alpecin | + 9"        |
| 4  | Richie Porte (AUS)       | Team Sky           | + 15"       |
| 5  | Jack Haig (AUS)          | UniSA-Australia    | + 15"       |
| 6  | Rubén Fernández (ESP)    | Movistar Team      | + 15"       |
| 7  | Michael Rogers (AUS)     | Team Tinkoff-Saxo  | + 15"       |
| 8  | Maxime Bouet (FRA)       | Etixx-Quick Step   | + 15"       |
| 9  | Domenico Pozzovivo (ITA) | AG2R La Mondiale   | + 15"       |
| 10 | Daryl Impey (RSA)        | Orica-GreenEDGE    | + 22"       |

### 4a etapa

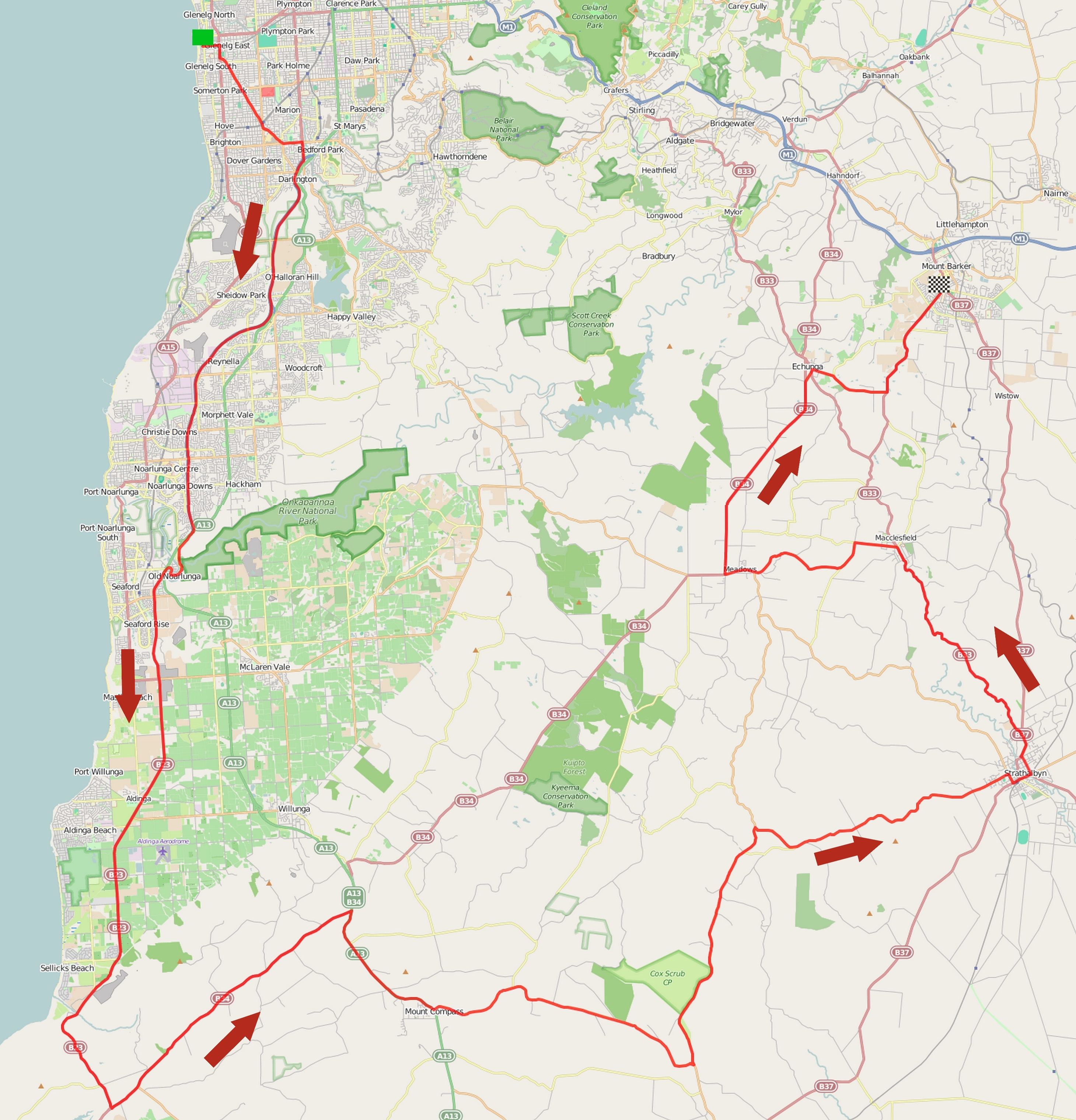
Recorregut de la 4a etapa

23 de gener. Glenelg - Mt Barker, 144,5 km
|    | Ciclista                | Equip                       | Temps      |
| -- | ----------------------- | --------------------------- | ---------- |
| 1  | Steele von Hoff (AUS)   | UniSA-Australia             | 3h 24' 28" |
| 2  | Daryl Impey (RSA)       | Orica-GreenEDGE             | m. t.      |
| 3  | Wouter Wippert (NED)    | Drapac Professional Cycling | m. t.      |
| 4  | Heinrich Haussler (AUS) | IAM Cycling                 | m. t.      |
| 5  | Samuel Dumoulin (FRA)   | AG2R La Mondiale            | m. t.      |
| 6  | Niccolò Bonifazio (ITA) | Lampre-Merida               | m. t.      |
| 7  | Rüdiger Selig (GER)     | Team Katusha                | m. t.      |
| 8  | Gianni Meersman (BEL)   | Etixx-Quick Step            | m. t.      |
| 9  | Eugenio Alafaci (ITA)   | Trek Factory Racing         | m. t.      |
| 10 | Koen de Kort (NED)      | Team Giant-Alpecin          | m. t.      |

|    | Ciclista                 | Equip              | Temps       |
| -- | ------------------------ | ------------------ | ----------- |
| 1  | Rohan Dennis (AUS)       | BMC Racing Team    | 13h 41' 34" |
| 2  | Cadel Evans (AUS)        | BMC Racing Team    | + 7"        |
| 3  | Tom Dumoulin (NED)       | Team Giant-Alpecin | + 9"        |
| 4  | Daryl Impey (RSA)        | Orica-GreenEDGE    | + 13"       |
| 5  | Richie Porte (AUS)       | Team Sky           | + 15"       |
| 6  | Michael Rogers (AUS)     | Team Tinkoff-Saxo  | + 15"       |
| 7  | Jack Haig (AUS)          | UniSA-Australia    | + 15"       |
| 8  | Maxime Bouet (FRA)       | Etixx-Quick Step   | + 15"       |
| 9  | Rubén Fernández (ESP)    | Movistar Team      | + 15"       |
| 10 | Domenico Pozzovivo (ITA) | AG2R La Mondiale   | + 15"       |

### 5a etapa

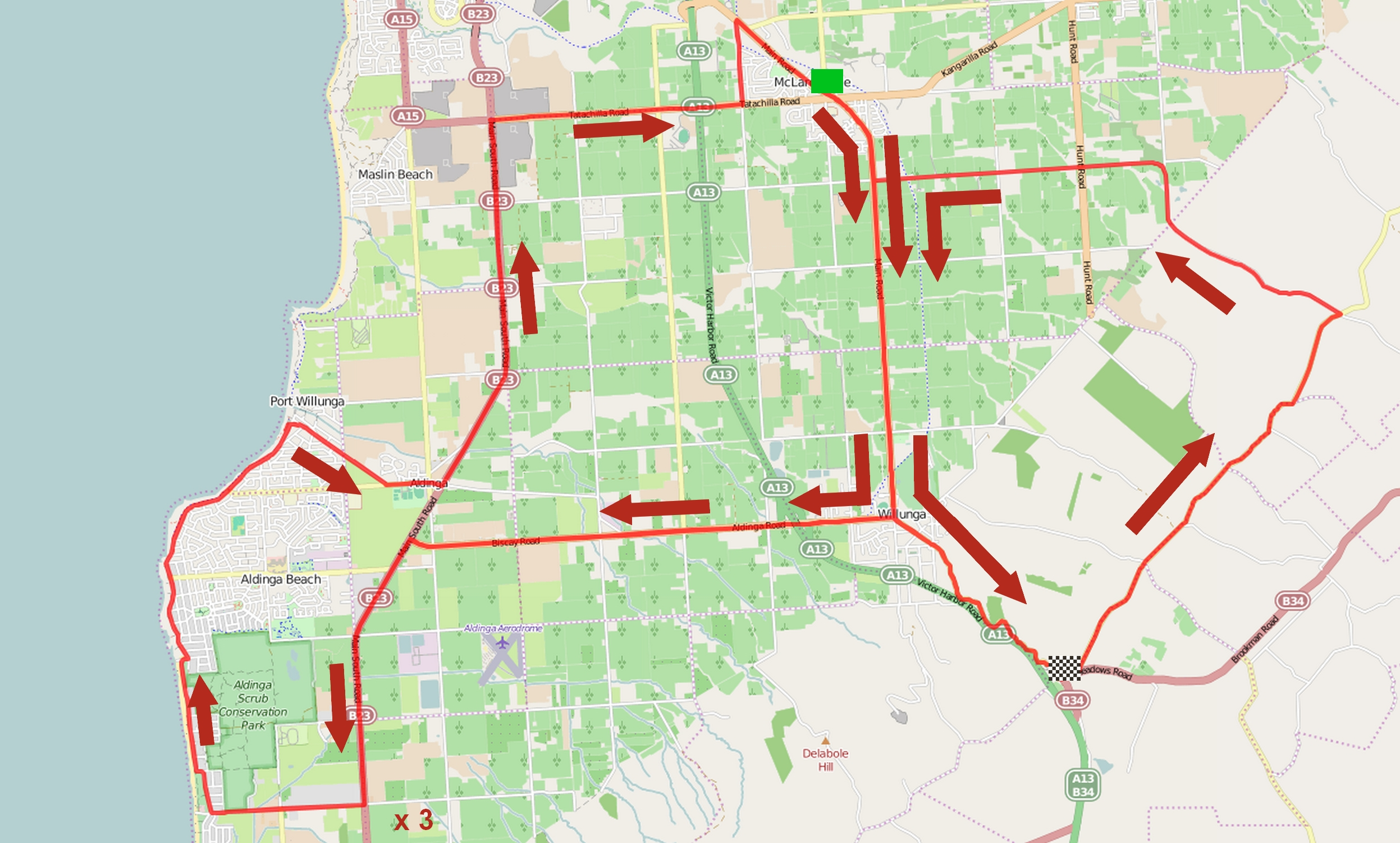
Recorregut de la 5a etapa

24 de gener. McLaren Vale - Willunga Hill, 151,5 km
|    | Ciclista                 | Equip              | Temps      |
| -- | ------------------------ | ------------------ | ---------- |
| 1  | Richie Porte (AUS)       | Team Sky           | 3h 37' 32" |
| 2  | Rohan Dennis (AUS)       | BMC Racing Team    | + 9"       |
| 3  | Rubén Fernández (ESP)    | Movistar Team      | + 16"      |
| 4  | Cadel Evans (AUS)        | BMC Racing Team    | + 16"      |
| 5  | Tom Dumoulin (NED)       | Team Giant-Alpecin | + 16"      |
| 6  | Domenico Pozzovivo (ITA) | AG2R La Mondiale   | + 19"      |
| 7  | Tiago Machado (POR)      | Team Katusha       | + 24"      |
| 8  | Moreno Moser (ITA)       | Cannondale-Garmin  | + 26"      |
| 9  | Gorka Izagirre (ESP)     | Movistar Team      | + 28"      |
| 10 | Arnold Jeannesson (FRA)  | FDJ                | + 28"      |

|    | Ciclista                 | Equip               | Temps       |
| -- | ------------------------ | ------------------- | ----------- |
| 1  | Rohan Dennis (AUS)       | BMC Racing Team     | 17h 19' 09" |
| 2  | Richie Porte (AUS)       | Team Sky            | + 2"        |
| 3  | Cadel Evans (AUS)        | BMC Racing Team     | + 20"       |
| 4  | Tom Dumoulin (NED)       | Team Giant-Alpecin} | + 22"       |
| 5  | Rubén Fernández (ESP)    | Movistar Team       | + 24"       |
| 6  | Domenico Pozzovivo (ITA) | AG2R La Mondiale    | + 31"       |
| 7  | Daryl Impey (RSA)        | Orica-GreenEDGE     | + 38"       |
| 8  | Tiago Machado (POR)      | Team Katusha        | + 46"       |
| 9  | Gorka Izagirre (ESP)     | Movistar Team       | + 52"       |
| 10 | Jarlinson Pantano (COL)  | IAM Cycling         | + 53"       |

### 6a etapa

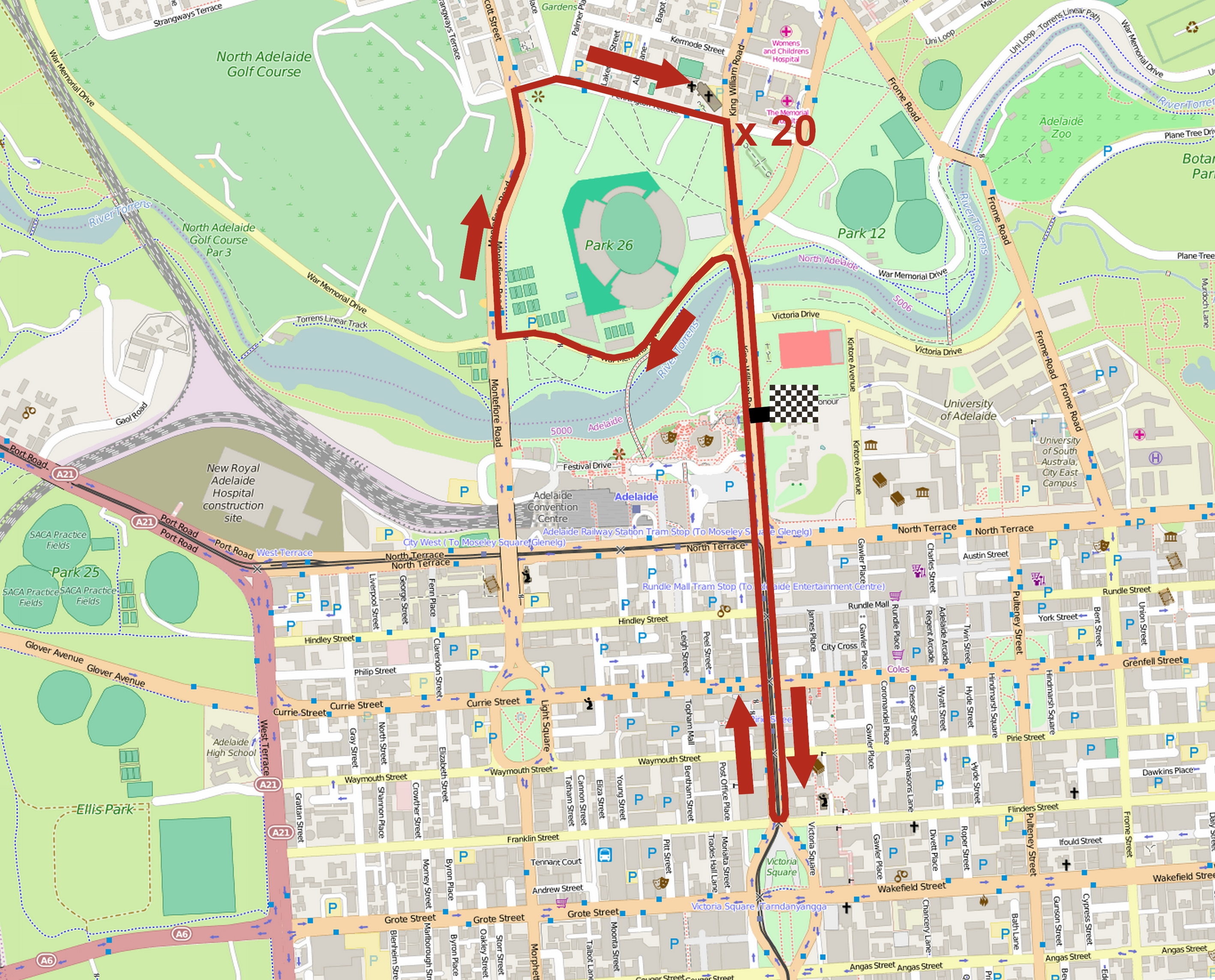
Recorregut de la 6a etapa

25 de gener. Adelaida - Adelaida, 90,0
|    | Ciclista                 | Equip                       | Temps      |
| -- | ------------------------ | --------------------------- | ---------- |
| 1  | Wouter Wippert (NED)     | Drapac Professional Cycling | 1h 56' 09" |
| 2  | Heinrich Haussler (AUS)  | IAM Cycling                 | m. t.      |
| 3  | Boris Vallée (BEL)       | Lotto Soudal                | m. t.      |
| 4  | Pàvel Brut (RUS)         | Team Tinkoff-Saxo           | m. t.      |
| 5  | Daryl Impey (RSA)        | Orica-GreenEDGE             | m. t.      |
| 6  | Niccolò Bonifazio (ITA)  | Lampre-Merida               | m. t.      |
| 7  | Steele Von Hoff (AUS)    | UniSA-Australia             | m. t.      |
| 8  | Ruslan Tleubayev (KAZ)   | Astana Qazaqstan Team       | m. t.      |
| 9  | Rüdiger Selig (GER)      | Team Katusha                | m. t.      |
| 10 | Sébastien Chavanel (FRA) | FDJ                         | m. t.      |

|    | Ciclista                 | Equip              | Temps       |
| -- | ------------------------ | ------------------ | ----------- |
| 1  | Rohan Dennis (AUS)       | BMC Racing Team    | 19h 15' 18" |
| 2  | Richie Porte (AUS)       | Team Sky           | + 2"        |
| 3  | Cadel Evans (AUS)        | BMC Racing Team    | + 20"       |
| 4  | Tom Dumoulin (NED)       | Team Giant-Alpecin | + 22"       |
| 5  | Rubén Fernández (ESP)    | Movistar Team      | + 24"       |
| 6  | Domenico Pozzovivo (ITA) | AG2R La Mondiale   | + 31"       |
| 7  | Daryl Impey (RSA)        | Orica-GreenEDGE    | + 35"       |
| 8  | Gorka Izagirre (ESP)     | Movistar Team      | + 52"       |
| 9  | Jarlinson Pantano (COL)  | IAM Cycling        | + 53"       |
| 10 | George Bennett (NZL)     | Team LottoNL-Jumbo | + 57"       |

## Classificacions finals

### Classificació general
|    | Ciclista                 | Equip              | Temps       |
| -- | ------------------------ | ------------------ | ----------- |
| 1  | Rohan Dennis (AUS)       | BMC Racing Team    | 19h 15' 18" |
| 2  | Richie Porte (AUS)       | Team Sky           | + 2"        |
| 3  | Cadel Evans (AUS)        | BMC Racing Team    | + 20"       |
| 4  | Tom Dumoulin (NED)       | Team Giant-Alpecin | + 22"       |
| 5  | Rubén Fernández (ESP)    | Movistar Team      | + 24"       |
| 6  | Domenico Pozzovivo (ITA) | AG2R La Mondiale   | + 31"       |
| 7  | Daryl Impey (RSA)        | Orica-GreenEDGE    | + 35"       |
| 8  | Gorka Izagirre (ESP)     | Movistar Team      | + 52"       |
| 9  | Jarlinson Pantano (COL)  | IAM Cycling        | + 53"       |
| 10 | George Bennett (NZL)     | Team LottoNL-Jumbo | + 57"       |

### Classificacions secundàries
|   | Ciclista                | Equip           | Punts |
| - | ----------------------- | --------------- | ----- |
| 1 | Daryl Impey (RSA)       | Orica-GreenEDGE | 55    |
| 2 | Niccolò Bonifazio (ITA) | Lampre-Merida   | 39    |
| 3 | Cadel Evans (AUS)       | BMC Racing Team | 37    |

|   | Ciclista            | Equip           | Punts |
| - | ------------------- | --------------- | ----- |
| 1 | Jack Bobridge (AUS) | UniSA-Australia | 36    |
| 2 | Rohan Dennis (AUS)  | BMC Racing Team | 34    |
| 3 | Richie Porte (AUS)  | Team Sky        | 22    |

|   | Ciclista                      | Equip              | Temps       |
| - | ----------------------------- | ------------------ | ----------- |
| 1 | Rohan Dennis (AUS)            | BMC Racing Team    | 19h 15' 18" |
| 2 | Tom Dumoulin (NED)            | Team Giant-Alpecin | + 22"       |
| 3 | Rubén Fernández Andújar (ESP) | Movistar Team      | + 24"       |

|   | Equip           | Temps       |
| - | --------------- | ----------- |
| 1 | Movistar Team   | 57h 48' 48" |
| 2 | BMC Racing Team | + 1' 21"    |
| 3 | Lotto Soudal    | + 4' 24"    |

### UCI World Tour
El Tour Down Under atorga punts per l'UCI World Tour 2015 sols als ciclistes dels equips de categoria World Tour.
| Posició               | 1r  | 2n | 3r | 4t | 5è | 6è | 7è | 8è | 9è | 10è |
| Classificació general | 100 | 80 | 70 | 60 | 50 | 40 | 30 | 20 | 10 | 4   |
| Per etapa             | 6   | 4  | 2  | 1  | 1  |    |    |    |    |     |

| #  | Ciclista                      | Equip              | Punts |
| -- | ----------------------------- | ------------------ | ----- |
| 1  | Rohan Dennis (AUS)            | BMC Racing Team    | 110   |
| 2  | Richie Porte (AUS)            | Team Sky           | 86    |
| 3  | Cadel Evans (AUS)             | BMC Racing Team    | 76    |
| 4  | Tom Dumoulin (NED)            | Team Giant-Alpecin | 64    |
| 5  | Rubén Fernández Andújar (ESP) | Movistar Team      | 52    |
| 6  | Domenico Pozzovivo (ITA)      | AG2R La Mondiale   | 40    |
| 7  | Daryl Impey (RSA)             | Orica-GreenEDGE    | 39    |
| 8  | Gorka Izagirre (ESP)          | Movistar Team      | 22    |
| 9  | Jarlinson Pantano (COL)       | IAM Cycling        | 10    |
| 10 | Juan José Lobato (ESP)        | Movistar Team      | 6     |

## Evolució de les classificacions
| Etapa | Vencedor         | Classificació general | Classificació de la muntanya | Classificació dels esprints | Classificació dels joves | Classificació per equips | Combativitat    |
| ----- | ---------------- | --------------------- | ---------------------------- | --------------------------- | ------------------------ | ------------------------ | --------------- |
| 1     | Jack Bobridge    | Jack Bobridge         | Jack Bobridge                | Jack Bobridge               | Luke Durbridge           | UniSA-Australia          | Luke Durbridge  |
| 2     | Juan José Lobato | Jack Bobridge         | Jack Bobridge                | Juan José Lobato            | Niccolò Bonifazio        | Movistar Team            | Thomas De Gendt |
| 3     | Rohan Dennis     | Rohan Dennis          | Rohan Dennis                 | Cadel Evans                 | Rohan Dennis             | BMC Racing Team          | Will Clarke     |
| 4     | Steele von Hoff  | Rohan Dennis          | Jack Bobridge                | Daryl Impey                 | Rohan Dennis             | BMC Racing Team          | Cédric Pineau   |
| 5     | Richie Porte     | Rohan Dennis          | Jack Bobridge                | Daryl Impey                 | Rohan Dennis             | Movistar Team            | Greg Henderson  |
| 6     | Wouter Wippert   | Rohan Dennis          | Jack Bobridge                | Daryl Impey                 | Rohan Dennis             | Movistar Team            | Manuele Boaro   |
| Final | Final            | Rohan Dennis          | Jack Bobridge                | Daryl Impey                 | Rohan Dennis             | Movistar Team            | -               |